# Fernando Joaquim Carneiro
Fernando Joaquim Carneiro (Vila Real, 15 de Março de 1933 – 16 de Setembro de 2006) foi um jornalista português.

## Biografia
O início da sua carreira jornalística foi no jornal A Tribuna em Moçambique.
Fez diversas reportagens sobre o PREC, tendo trabalhado também no jornal A Capital e na ANOP (Agência Noticiosa Portuguesa) a partir de 1982.
A partir de 1988 trabalhou no Instituto do Comércio Externo Português (ICEP).